# Hyderabad (India)
Hyderabad (en télugu: హైదరాబాదు, romanizado: Haidarābādu) hispanizado Haiderabad, es la capital compartida por los estados indios de Telangana y de Andhra Pradesh (de iure por el período de 2014 al 2024). Con una altitud promedio de 542 m, gran parte de Hyderabad está situada en un terreno montañoso alrededor de lagos artificiales, incluido el lago Hussain Sagar, anterior a la fundación de la ciudad, en el norte del centro de la ciudad. Según el censo de la India de 2011, Hyderabad es la cuarta ciudad más poblada de la India con una población de 6,9 millones de residentes dentro de los límites de la ciudad, y tiene una población de 9,7 millones de residentes en la región metropolitana, lo que la convierte en la sexta ciudad más poblada considerando el área metropolitana de la India. Se cree que por su alto crecimiento poblacional pueda ser una megaciudad antes de 2030. Con un producto bruto de US $74 mil millones, Hyderabad tiene la quinta economía urbana más grande de la India.
Muhammad Quli Qutb Shah estableció Hyderabad en 1591 para extender la capital más allá de la Golconda fortificada. En 1687, la ciudad fue anexada por el Imperio mogol. En 1724, el virrey mogol Nizam Asaf Jah I declaró su soberanía y fundó la dinastía Asaf Jahi, también conocida como nizams. Fue la capital imperial desde 1769 hasta 1948. Como capital del Estado principesco de Hyderabad, la ciudad albergó la residencia británica y el acantonamiento hasta la independencia de la India en 1947. Hyderabad fue anexada por la Unión de la India en 1948 y continuó como capital del estado indio de Hyderabad. Después de la introducción de la Ley de Reorganización de los Estados de 1956, Hyderabad se convirtió en la capital de la recién formada Andhra Pradesh. En 2014, Andhra Pradesh se bifurcó para formar Telangana y Hyderabad se convirtió en la capital conjunta de los dos estados con un acuerdo de transición programado para finalizar en 2024. Desde 1956, la ciudad alberga la oficina de invierno del presidente de la India.
Las reliquias de los gobiernos de Qutb Shahi y Nizam siguen siendo visibles hoy; el Charminar ha llegado a simbolizar la ciudad. Al final de la era moderna temprana, el Imperio mogol declinó en Decán y el patrocinio del nizam había atraído a hombres de letras de varias partes del mundo. La fusión de artesanos locales y emigrados había originado una cultura distintiva y la ciudad emergió como un importante centro de cultura oriental. La pintura, la artesanía, la joyería, la literatura, el dialecto y la indumentaria son todavía prominentes en la actualidad. A través de su gastronomía, la ciudad está catalogada por UNESCO como «ciudad creativa de la gastronomía». La industria cinematográfica telugu con sede en la ciudad fue el segundo mayor productor de películas del país en 2012.
Hasta el siglo XIX, Hyderabad era conocida por la industria de las perlas y fue apodada la «Ciudad de las Perlas», y era el único centro comercial de diamantes Golconda en el mundo. Muchos de los bazares históricos y tradicionales de la ciudad permanecen abiertos. La ubicación central de Hyderabad entre la meseta del Decán y los ghats occidentales y su industrialización a lo largo del siglo XX atrajeron a las principales instituciones de investigación, manufactura, educativas y financieras de la India. Desde la década de 1990, la ciudad se ha convertido en un centro indio de productos farmacéuticos y biotecnología. La formación de zonas económicas especiales y HITEC City, dedicada a la tecnología de la información, ha alentado a las principales multinacionales a establecer operaciones en Hyderabad.

## Economía
Hyderabad es mundialmente conocida por su comercio y artesanía de las perlas, se ha convertido en los últimos años en una de las ciudades más pujantes en la economía del país. Tiene una creciente industria de I+D, dentro de la cual engloba la industria farmacéutica, biotecnología, nanotecnología, y todo tipo de investigaciones relacionadas con la ciencia, la ingeniería y la tecnología. 
Se ha construido en las afueras de la ciudad un gran complejo tecnológico, conocido como HITEC City, que es popularmente conocido como el Silicon Valley de la India.
La ciudad ha sido elegida como sede para 2007 del 58 Congreso Internacional de Astronáutica.

## Cultura

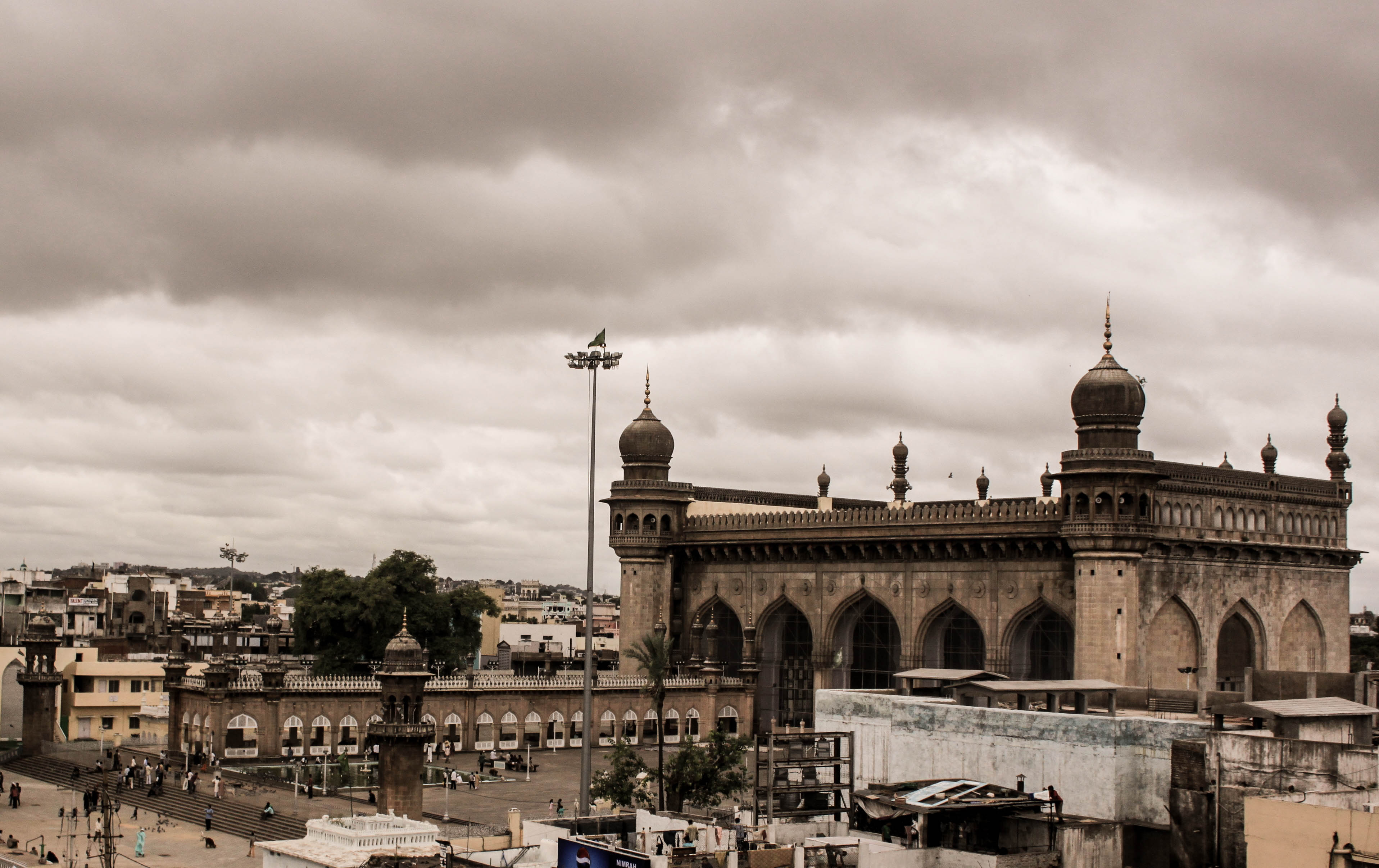
La mezquita Meca Masjid, construida durante el gobierno de los Qutb Shahi y el mogol, en Hyderabad

Hyderabad surgió como el principal centro cultural de la India con el declive del Imperio Mogol. Después de la caída de Delhi en 1857, la migración de artistas escénicos a la ciudad, particularmente desde el norte y el oeste del subcontinente indio, bajo el patrocinio de Nizam, enriqueció el medio cultural. Esta migración resultó en una mezcla de lenguas, culturas y religiones del norte y sur de la India, lo que desde entonces ha llevado a una coexistencia de tradiciones hindúes y musulmanas, por lo que la ciudad se ha hecho famosa.: viii   Una consecuencia adicional de esta mezcla norte-sur es que tanto el telugu como el urdu son idiomas oficiales de Telangana. La mezcla de religiones ha dado lugar a que se celebren muchos festivales en Hyderabad, como Ganesh Chaturthi, Diwali y Bonalu de tradición hindú y Eid ul-Fitr y Eid al-Adha por parte de musulmanes.
El atuendo tradicional de Hyderabadi revela una mezcla de influencias musulmanas e hindúes con hombres que visten sherwani y kurta - pijama y mujeres que visten khara dupatta y salwar kameez. La mayoría de las mujeres musulmanas usan burka e hiyab fuera de su hogar. Además de las prendas tradicionales hindúes y musulmanas, la creciente exposición a las culturas occidentales ha llevado a un aumento en el uso de ropa de estilo occidental entre los jóvenes.

### Literatura
En el pasado, los Qutb Shahi y los nizams Asaf Jahi atraían a artistas, arquitectos y hombres de letras de diferentes partes del mundo a través del patrocinio. La mezcla étnica resultante popularizó eventos culturales como mushairas ('simposios poéticos') y qawwali ('canciones devocionales'). La dinastía Qutb Shahi alentó particularmente el crecimiento de la literatura Deccani Urdu que condujo a obras como Deccani Masnavi y la poesía Diwan, que se encuentran entre los primeros manuscritos disponibles en urdu. Lazzat Un Nisa, un libro compilado en el siglo XV en las cortes de Qutb Shahi, contiene pinturas eróticas con diagramas de medicinas secretas y estimulantes en la forma oriental de las artes sexuales antiguas. El reinado de los nizams Asaf Jahi vio muchas reformas literarias y la introducción del urdu como lengua de corte, administración y educación. En 1824, se publicó en Hyderabad una colección de poesía en urdu ghazal, llamada Gulzar-e-Mahlaqa, escrita por Mah Laqa Bai, la primera poeta urdu en producir un Diwan. Hyderabad ha continuado con estas tradiciones en su festival literario anual de Hyderabad, que se lleva a cabo desde 2010, mostrando la creatividad literaria y cultural de la ciudad. Las organizaciones dedicadas al avance de la literatura incluyen la Sahitya Akademi, la Academia Urdu, la Academia Telugu, el Consejo Nacional para la Promoción del Idioma Urdu, la Asociación de Literatura Comparada de la India y la Andhra Saraswata Parishad. El desarrollo literario cuenta además con la ayuda de instituciones estatales como la Biblioteca Central del Estado, la biblioteca pública más grande del estado que se estableció en 1891, y otras bibliotecas importantes como Sri Krishna Devaraya Andhra Bhasha Nilayam , la Biblioteca Británica y la Sundarayya. Vignana Kendram.

### Arte y artesanía

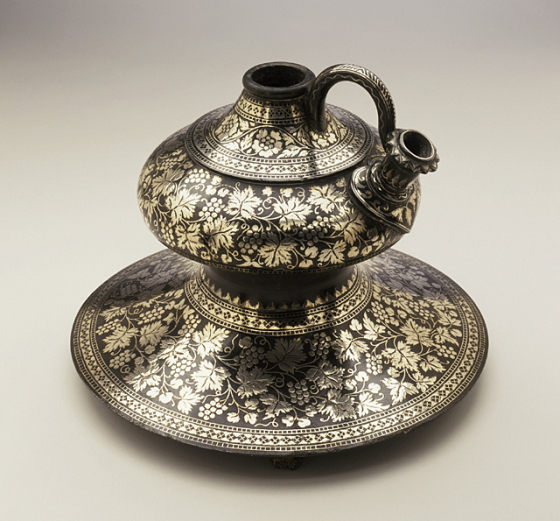
Un bidriware del, la base de la pipa de agua del narguile, que se muestra en el Museo de Arte del Condado de Los Ángeles.

La región es conocida por sus estilos de pintura de Golconda e Hyderabad, que son ramas de la pintura de Decán. Desarrollado durante el siglo XVI, el estilo Golconda es un estilo nativo que combina técnicas extranjeras y tiene cierta similitud con las pinturas de Vijayanagara de la vecina Mysore. Un uso significativo de colores luminosos dorados y blancos se encuentra generalmente en el estilo Golconda. El estilo de Hyderabad se originó en el siglo XVII bajo los nizams. Muy influenciado por la pintura mogol, este estilo utiliza colores brillantes y representa principalmente el paisaje, la cultura, los trajes y las joyas de la región.
Aunque no es un centro de artesanía en sí, el patrocinio de las artes por los mogoles y los nizam atrajo a artesanos de la región a Hyderabad. Dichas artesanías incluyen: acero Wootz, trabajo de filigrana, bidriware, una artesanía en metal de la vecina Karnataka, que se popularizó durante el siglo XVIII y desde entonces se le ha otorgado una etiqueta de indicación geográfica (IG) bajo los auspicios de la ley de la OMC; y Zari y Zardozi, trabajos de bordado en textiles que implican la realización de diseños elaborados con oro, plata y otros hilos metálicos. Chintz, un tejido de calicó vidriado se originó en Golconda en el siglo XVI. y otro ejemplo de artesanía dibujada en Hyderabad es el kalamkari, un tejido de algodón pintado a mano o impreso en bloques que proviene de ciudades de Andhra Pradesh. Esta artesanía se distingue por tener un estilo hindú, conocido como srikalahasti y completamente hecho a mano, y un estilo islámico, conocido como machilipatnam que utiliza técnicas de mano y bloque. Ejemplos de artes y oficios de Hyderabad se encuentran en varios museos, incluido el Museo Salar Jung (que alberga «una de las colecciones individuales más grandes del mundo»), el Museo Arqueológico Estatal de Telangana, Museo Nizam, Museo de la Ciudad y Museo de Ciencias Birla.

## Turismo

### Parques y jardines
- Parque zoológico Nehru